# Ribbstickning

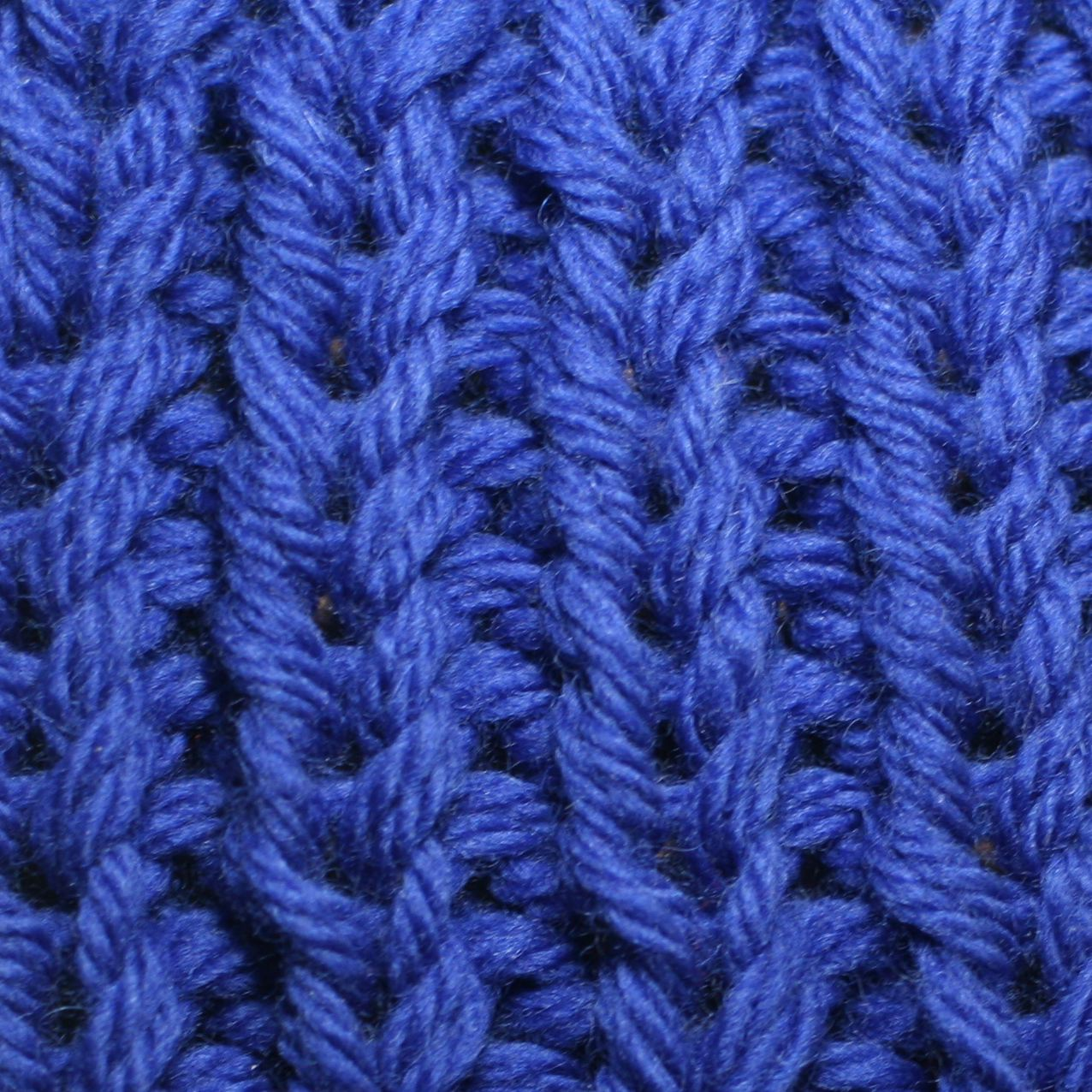
Ribbstickning

Ribbstickning är en metod där aviga och räta maskor stickas för att ge en randig struktur åt det stickade plagget. Räta maskor stickas ovanför räta maskor och aviga maskor stickas ovanför aviga maskor, ofta varannan rät och varannan avig eller två räta maskor, två aviga maskor. Metoden ger elasticitet och används därför ofta till t.ex. muddar eller för att ge ett plagg en bättre passform. Kallas också resårstickning.